# 張耆
张耆（？—1048年），初名旻，字元弼，开封（今属河南省）人。
十一歲時，给事宋真宗藩邸；真宗即位，授西头供奉官。张耆曾在宋真宗仍是太子時帮其收留其宠妾刘氏，遂官运亨通。宋真宗后期，张耆任马军都帅，既无战功、又无谋略，下令太过严苛，幾乎引起兵变；宰相王旦乃进耆为枢密副使。
宋仁宗即位，刘氏再将张耆提拔至枢密使。咸平年間，张耆为天雄军兵马钤辖。张耆极吝啬，在家中设店肆，本家所需百货都要从中购买。天禧二年（1018年），张耆为武信军节度使、同平章事，出判陈州。天圣三年（1025年），张耆拜枢密使。宋朝重文輕武，晏殊等人反對張耆出任樞密使，宰相王曾更輕蔑称张耆为“一赤脚健兒”。明道元年（1032年），加右仆射，为昭德军节度使兼侍中。庆历三年（1043年），以太子太师致仕。庆历八年，卒，赠太师兼侍中，谥荣僖。